# Боніфацій (військовик)
Боніфацій  (лат. Bonifatius, д/н — 432) — полководець Західно-Римської імперії, коміт Африки 422—432 рр.

## Життєпис (коротко)
Розпочав свою кар'єру за імператора Констанція III. У 413 році він відзначився вдалим захистом Масілії (сучасне м. Марсель) проти вестготського короля Атаульфа. У 423 році призначається комітом Африки. Підтримав регентку Галлу Плацидіїю та її сина Валентина III, завдавши поразки узурпатору Іоанну, проголошеного імператором в Римі.
Незабаром інтриги військовика Аеція, змусили Боніфація виступити проти Плацидії і стати мимовільним винуватцем підкорення Африки вандалами. Аецій із заздрості до Боніфація навіяв імператриці підозру до Боніфація і в той же час таємно дав знати останньому, ніби його збираються вбити. Обдурений цією інтригою Боніфацій відмовився виконати вимогу Плацидії приїхати до Італії і, коли його вчинок був визнаний за зраду, зважився повстати. Це відбулося у 427 році. Боніфацій покликав до себе на допомогу вандалів. Але замість допомоги вандали зі своїм королем Гейзеріхом завоювали країну для себе, спустошивши її вкрай. Розкаявшись у своєму вчинку, Боніфацій за сприяння свого друга Святого Августина замирився з Галлою Плацидією.
Імператор доручив Боніфацію вигнати вандалів з Африки, але, незважаючи на всі його зусилля, значна частина цієї провінції залишилася підвладною Гейзеріху. У 432 році повернувся до Італії і був призначений Плацидією головним начальником військ (magister militum praesentalis) та патрицієм (друга особа у державі після імператора) замість Аеція. Ображений цим, останній з'єднався з гунами та рушив проти Боніфація. Того ж року відбулася битва з Аецієм біля Аріміна (сучасне м. Ріміні), де перемогу здобув Боніфацій, але отримав смертельну рану і через кілька днів помер.

## Прихід до влади
Римський воєначальник Боніфацій проявив себе вперше в 413 році в Галлії, захищаючи Массалію (суч. Марсель) від  вестготів, які туди увірвалися. Згідно сучасника подій Олімпіодора, Боніфацій зумів поранити вождя готів Атаульфа.
У 422 році взяв участь у невдалій експедиції римського головнокомандувача (magister militum) Кастина проти вандалів на півдні Іспанії, але після конфлікту з Кастина втікає в Північну Африку. Проспер вважав цю подію початком багатьох лих для Римської держави. Ймовірно в тому ж році Боніфацію вдалося захопити владу над африканськими провінціями, так як Олімпіодор повідомляє, що Боніфацій в 423 році вже «керував Африкою», a Проспер Аквітанский повідомляє про те ж під 424 роком.
Віддаленість провінцій від Італії і слабкий флот Західно-Римської імперії провокували римських намісників на відділення від метрополії. В кінці IV століття тут підняв заколот коміт Африки Гільдон, в 412 році повставав коміт Геракліан (обидва заколоти були придушені імперськими військами). Також і Боніфацій виявляв незалежність від центральної влади.
Коли в серпні 423 року помер римський імператор Гонорій, його законний спадкоємець — п'ятирічний племінник Валентиніан — перебував разом з матір'ю Галлою Плацидією на засланні в Константинополі. Владу в Західно-Римської імперії при підтримці  командувача Кастина узурпував Іоанн. Боніфацій, як колишній недруг Кастина, не визнав імператора Іоанна і встав на сторону Галли Плацидії як матері законного спадкоємця на імператорську корону. Іоанн послав війська, щоб змістити Боніфація, але в боротьбу втрутилася Східно-Римська імперія (Візантія). За словами Павла Диякона: «У цей час Іоанн, намагаючись відвоювати Африку, яку опанував Боніфацій, виявився не в силах захистити самого себе».
Імператор Східно-Римської імперії Феодосій Молодший відправив до Італії армію, яка скинула узурпатора Іоанна. У жовтні 425 року Валентиніан був проголошений імператором, але в силу його віку реальна влада перейшла до його матері Галли Плацидії, яка, за словами Прокопія, і призначила Боніфація комітом Африки, узаконивши фактичний стан справ.

## Коміт Африки
Становище Боніфація в Африці було досить міцним. Олімпіодор залишив такий відгук про його діяльність: «Бонифаций был героем, отличившимся во многих сражениях со многими варварскими племенами. Иногда он нападал на малый отряд, иногда на большое войско, иногда вступал в единоборство. Коротко говоря, он всяческими способами изгнал из Африки множество разных варварских племен. Он был поклонником справедливости и отличался щедростью.»
Проспер підтверджує «могутність і славу» Боніфація в Африці (intra Africam potentia gloriaque). Його військові загони складалися переважно з варварів. На їх безчинства скаржився в листі до коміта один з отців церкви, єпископ Гіппона Св. Августин.
У 427 році фактична правителька Риму Галла Плацидія спробувала повернути під контроль центрального уряду африканські провінції. За версією історика VI століття Прокопія Кесарійського конфлікт між Плацидією і Боніфацієм розгорівся через інтриги римського полководця Флавія Аеція, хоча згідно хронік в той рік Аецій стримував варварів в Галлії, а пост головнокомандувача військами (magister militum) займав Флавій Фелікс. Через підступність його суперника Флавія Аеція, був змушений відкластися від метрополії і стати мимовільним винуватцем завоювання Африки грізними вандалами. Перебуваючи при дворі, Аецій через заздрощі до свого суперника вселив імператриці підозри до задумів Боніфація і в той же час потайки дав знати останньому, ніби на нього готується замах. Ображений Боніфацій відмовився виконати вимогу імператриці прибути до Італії і, коли його дії був полічені за зраду, загнаний в кут воєначальник зважився на заколот. У Північну Африку була переправлена імперська армія під командуванням трьох полководців: Маворція, Галліона і Сенеки. Сенека перейшов на сторону Боніфація. Імперська армія зазнала поразки, Маворцій Галліон загинули. Коміто Африки на початку 428 року був призначений Сегісвульт, який відновив бойові дії проти Боніфація. У спробах залучити місцеве населення на бік Риму імперська адміністрація в Африці намагається обмежити сваволю чиновників і збирачів податків. За непрямими свідченнями історики припускають, що Сегісвульту вдалося оволодіти ключовими містами в регіоні Гіппоном і Карфагеном.
Міжусобна війна призвела до захоплення берберами значної частини північноафриканських провінцій. У 428 році Св. Августин направив лист Боніфацію, в якому висловив йому закиди за війну з імперією і поклав на нього відповідальність за втрату земель. Св. Августин, відбиваючи настрої в суспільстві, закликав Боніфація до християнського смирення і припинення ворожнечі з Римом . Вторгнення вандалів в 429 до Африки змусило Боніфація і Рим піти на примирення, і в 430 році Боніфацій знову іменується комітом Африки (тобто законність його правління визнана центральним урядом в Римі).

## Війна з вандалами (429—432рр.)
Про причини, що спонукали вандалів перебратися з Іспанії в північну Африку, історики VI століття Прокопій Кесарійський і Йордан повідомляють наступне. Коміт Африки Боніфацій став тираном, спираючись на вірне військо з готів-федератів. Коли Рим вислав проти нього експедицію під командуванням Сегісвульта, Боніфацій схилив до військового союзу вандалів, обіцяючи їм дві третини країни. Союз був закріплений одруженням Боніфація на вандалці Пелагеї, потім Боніфацій переправив плем'я вандалів через Гібралтар.
Історії про запрошення варварів для вирішення внутрішньополітичних справ в Римі широко використовувалися у внутрішньополітичній боротьбі в Римі. Найбільш відомі, але не підтвердженими документами:
1) Запрошення римським полководцем Стиліхоном вандалів в Галію в 406 році;
2) Покликання в 449 році сестрою імператора Гонорією вождя гунів Аттілу в Італію;
3) Покликання вдовою імператора Євдоксією вандалів до Риму в 455 році.
Сучасники вторгнення Проспер Аквітанский і Ідацій в своїх хроніках не повідомляють версії про запрошення вандалів Боніфацієм, хоча Проспер зауважив, що сторони конфлікту в 427 році призвали на допомогу «племена, що не вміли користуватися кораблями». Історики припускають в них готів-федератів на стороні Риму і можливо вандалів-найманців у війську Боніфація. Кассиодор пов'язував переселення вандалів в Африку з приходом до Іспанії везеготів, які в попередні роки наносили вандалам важкі ураження.
У 429 році народ вандалів і алани, які  приєдналися до них під керівництвом Гейзериха переправилися з Іспанії в Африку і рушили на схід. Боніфацій, налагодивши мирні відносини з Римом, хотів відправити тих назад, в результаті чого зав'язалася війна (за версією Прокопія Кесарійського). Боніфацій очолив війну проти вандалів. У 430 році він був розбитий вандалами і відступив до міста Гіппон-Регій, де успішно витримав річну облогу. У липні 431 року Боніфацій все-таки залишив місто вандалам, евакуював жителів.
З Рима і Константинополя на допомогу Боніфацію в кінці 431 року прибуло велике військо під керівництвом візантійського полководця Аспара. Однак в битві в 432 році знову перемогли вандали, після чого Боніфацій був відкликаний Галлою Плацидією в Рим. Війна з вандалами продовжилася вже без коміта Африки Боніфація.

## Смерть Боніфація
Видатний полководець епохи занепаду Римської імперії Флавій Аецій в 429 році отримав вищу військову посаду магістра армії (magister militum), після чого в наступному році виступив проти колишнього володаря цього звання Флавія Фелікса. За хронікою Проспера Аецій стратив суперника, звинувативши його в змові.
Побоюючись надмірного посилення Аеція, Галла Плацидія намагалася протиставити йому іншого видатного полководця, коміта Африки Боніфація, для чого в 432 році викликала останнього в Італію. Боніфацій отримав звання магістра армії, в результаті між ним і Аецієм розгорілася справжня війна («ingens bellum») згідно хроніці Марцелліна Коміто. У битві біля міста Арімінум Боніфацій здобув перемогу над військом Аеція, але помер через 3 місяці від смертельної рани, отриманої в битві.
Пост магістра армії на кілька місяців зайняв зять Боніфація Себастьян. Аецій скоро повернув собі посаду магістра армії, а потім одружився з удовою Боніфація Пелагією.